# 이해식
이해식(李海植, 1963년 11월 13일~)은 대한민국의 정치인으로 제21·22대 국회의원이다. 제16·17·18대 서울 강동구청장을 지냈다.
1995년 31세 때 최연소 강동구의원에 선출되었다. 2008년 대한민국 재보궐선거에서 44세의 나이에 강동구청장에 당선되면서 최연소 구청장이 되었다. 2014년 구청장을 3선 연임하였다.

## 학력
- 1976년 성호국민학교 졸업
- 1979년 마산중앙중학교 졸업
- 1982년 마산고등학교 졸업
- 1990년 서강대학교 철학 학사
- 2000년 서강대학교 공공정책대학원 정치학과 정치학 석사
- 2006년 서울시립대학교 대학원 도시행정학과 행정학 박사 과정 수료

## 경력
- 1992년~1995년: 이부영 국회의원 비서
- 1992년~1995년: 민주당 중앙위원
- 1993년: 민주당  서울특별시 지부 강동구 갑 지구당 총무부장
- 1993년: 민주당 서울특별시 지부 강동구 갑 지구당 지방자치발전협의회 상일동 지역회장
- 1995년 6월 27일 제1회 전국동시지방선거 당선[민선 1기, 서울 강동구의원(상일동), 무소속, 초선]
- 1995년 7월~1998년 4월: 제2대 서울특별시 강동구의회 의원(민선 1기, 서울 강동구 상일동 선거구, 무소속, 초선)
- 1998년 6월 4일 제2회 전국동시지방선거 당선[서울시의원(강동구제2), 한나라당, 초선]
- 1998년 7월~2002년 6월: 제5대 서울특별시의회 의원(민선 2기, 서울 강동구 제2선거구, 한나라당, 초선)
  - 제5대 서울특별시의회 문화교육위원회 위원
  - 제5대 서울특별시의회 여성특별위원회 위원
  - 제5대 서울특별시의회 문교보사위원회 위원
  - 제5대 서울특별시의회 실업자대책 및 고용창출특별위원회 위원
  - 제5대 서울특별시의회 21세기 준비특별위원회 위원
  - 제5대 서울특별시의회 예산결산특별위원회 간사
  - 제5대 서울특별시의회 운영위원회 간사
  - 제5대 서울특별시의회 환경수자원위원회 위원
  - 제5대 서울특별시의회 지방자치발전특별위원회 간사
  - 제5대 서울특별시의회 한나라당 대변인
- 2001년 중앙대학교 겸임교수
- 2000년~2003년: 한나라당 서울특별시 지부 강동구 갑 지구당 부위원장
- 2002년 6월 13일 제3회 전국동시지방선거 당선[민선 3기, 서울시의원(강동구제2선거구), 한나라당, 재선]
- 2002년 7월~2004년 4월: 제6대 서울특별시의회 의원(민선 3기, 서울 강동구 제2선거구, 한나라당→무소속→열린우리당, 재선)
  - 제6대 서울특별시의회 환경수자원위원회 위원장
- 2002년 7월~2004년 4월: 제6대 서울특별시의회 환경수자원위원회 위원장
- 2002년 7월~2004년 4월: 서울그린트러스트 이사
- 2004년 8월~2005년 1월: 열린우리당 이부영 당의장 비서실 차장
- 2005년 4월~2007년 9월: 열린우리당 서울특별시당 사무처장
- 2006년~2007년 9월: 열린우리당 서울특별시당 강동구 갑 당원협의회 운영위원장
- 2007년 11월: 제17대 대통령 선거 대통합민주신당 정동영 대통령 후보 대통령선거대책위원회 강동구 갑 공동위원장
- 2008년: 협력과 연대 2010 지방자치센터 공동대표
- 2008년: 새희망민주연대 이사
- 2008년 3월: 대한민국 제18대 국회의원 선거 통합민주당 총선 서울특별시당 선거대책위원회 강동구 갑 공동위원장
- 2008년 4월: 통합민주당 교육특별위원회 위원장
- 2008년 6월 4일 2008년 상반기 재보궐선거 당선(민선 4기, 서울특별시 강동구청장, 통합민주당, 초선)
- 2008년 6월~2010년 6월: 제16대 서울특별시 강동구청장(민선 4기, 통합민주당→민주당, 초선)
- 2008년 6월: 통합민주당 서울특별시당 상무위원
- 2008년 6월: 통합민주당 중앙위원
- 2010년 6월 2일 제5회 전국동시지방선거 당선(민선 5기, 서울특별시 강동구청장, 민주당, 재선)
- 2010년 7월~2014년 6월: 제17대 서울특별시 강동구청장(민선 5기, 민주당→민주통합당→민주당→새정치민주연합, 재선)
- 2010년 10월~2012년 6월: 서울시구청장협의회 사무총장, 대변인
- 2014년 3월~2015년 12월: 새정치민주연합 서울특별시당
- 2014년 6월 4일 제6회 전국동시지방선거 당선(민선 6기, 서울특별시 강동구청장, 새정치민주연합, 3선)
- 2014년 7월~2018년 6월: 제18대 서울특별시 강동구청장(민선 6기, 새정치민주연합→더불어민주당, 3선)
- 2014년 7월 : 새정치민주연합 기초자치단체장협의회 부회장
- 2014년 7월 : 목민관클럽 운영위원회 위원장
- 2014년 8월 : 전국청년시장·군수·구청장협의회 사무총장
- 2015년 2월~2018년 6월: 대한민국건강도시협의회 의장
- 2015년 2월~2015년 2월: 자치분권 정책박람회 조직위원회 공동위원장
- 2015년 9월 : 마을공동체 지방정부협의회 공동회장
- 2015년 12월~: 더불어민주당 서울특별시당
- 2016년 7월~2018년 6월: 더불어민주당 기초자치단체장협의회 회장
- 2016년 7월~: 더불어민주당 당무위원
- 2017년 1월~2018년 6월: 서울특별시구청장협의회장
- 2018년 1월~2018년 3월: 대통령 소속 지방자치발전위원회 위원
- 2018년 3월~: 대통령 소속 자치분권위원회 분권제도 분과위원회 위원
- 2018년 8월~2020년 4월 : 더불어민주당 대변인
- 2020년 4월 15일 대한민국 제21대 국회의원 선거 당선(서울 강동구 을, 더불어민주당, 초선)
- 2020년 5월~ : 더불어민주당 서울특별시당 강동구 을 지역위원회 위원장
- 2020년 9월~2021년 5월 : 더불어민주당 정책위원회 상임부의장
- 2020년 9월~2022년 9월 : 민주연구원 부원장
- 2022년 2월~2022년 3월: 제20대 대통령 선거 더불어민주당 이재명 대통령 후보 대한민국대전환 선거대책위원회 배우자실 배우자실장
- 2022년 9월~2024년 5월: 더불어민주당 조직사무부총장
- 2023년 6월~2023년 9월 : 더불어민주당 혁신위원회 위원
- 2024년 4월 10일 대한민국 제22대 국회의원 선거 당선(서울 강동구 을, 더불어민주당, 재선)
- 2024년 5월~2024년 8월 : 더불어민주당 수석대변인
- 2024년 8월~2025년 4월: 더불어민주당 이재명 당대표 비서실장
- 2025년 6월~2025년 8월: 국정기획위원회 정치행정분과 위원장
- 2025년 8월~: 더불어민주당 전략기획위원회 위원장

### 의정 활동
- 2020년 5월 30일~2024년 5월 29일: 제21대 국회의원(서울 강동구 을, 더불어민주당, 초선)
  - 2020년 6월~2022년 5월: 제21대 국회 전반기 행정안전위원회 위원
    - 제21대 국회 전반기 행정안전위원회 법안심사 제1소위원회 위원
    - 제21대 국회 전반기 행정안전위원회 예산·결산기금심사소위원회 위원

  - 2020년 6월~2021년 5월: 제21대 국회 전반기 예산결산특별위원회 위원
  - 2022년 4월~2022년 5월: 제21대 국회 국무총리(한덕수) 임명동의에 관한 인사청문특별위원회 위원
  - 2022년 7월~2022년 8월: 제21대 국회 중앙선거관리위원회 위원(남래진) 선출에 관한 인사청문특별위원회 위원
  - 2022년 7월~2024년 5월: 제21대 국회 후반기 행정안전위원회 위원
  - 2022년 8월~2024년 5월: 제21대 국회 연금개혁 특별위원회 위원
  - 2022년 11월~2023년 1월: 제21대 국회 용산 이태원 참사 진상규명과 재발방지를 위한 국정조사 특별위원회 위원
  - 2023년 11월~2024년 5월: 제21대 국회 정치개혁 특별위원회 위원
- 2024년 5월 30일~: 제22대 국회의원(서울 강동구 을, 더불어민주당, 재선)
  - 2024년 6월~: 제22대 국회 전반기 행정안전위원회 위원

## 수상 내역
- 2011년 전국기초자치단체장 매니페스토 우수사례 경진대회 공약이행분야 최우수상[2]
- 2013년 제5회 다산목민대상 본상 서울특별시 강동구 수상[3]
- 2014년 가장 아름다운 인물들 - 소통문화상 수상(서울교육방송 주관)[4]
- 2014년 제6회 AFHC 커퍼런스, WHO 건강도시상/ 베스트 사례상
- 2014년 제1회 대한민국 가치경영 대상/ 지방자치 부문
- 2014년 포터 프라이즈(Porter Prize for Excellence on CSV) 대상/ 공공 부문
- 2015년 제7회 다산목민대상 대통령상
- 2015년 에너지 글로브 어워드(Energy Globe Award) 국제상/ 도시농업·오스트리아 에너지 글로브재단
- 2015년 민선6기 전국 기초단체장 공약실천계획서 평가 – 최고(SA) 등급
- 2016년  포터 프라이즈(Porter Prize for Excellence on CSV) 대상/ 3년 연속 수상, 명예의 전당 등극
- 2016년 그린애플 어워즈(우수환경실천 부문) GOLD WINNER
- 2016년 WHO 특별공로상
- 2016년 WHO 건강도시상(청소년 자살예방, 도시 내 음식물쓰레기 줄이기)
- 2016년 AFHC(서태평양지역 건강도시연맹) 건강도시 발전상
- 2016년 전국기초단체장 공약이행 및 정보공개 평가 최우수(SA)
- 2016년 전국기초단체장 매니페스토 우수사례 경진대회 최우수상/ 사회적경제 분야
- 2016년 전국기초단체장 매니페스토 우수사례 경진대회 우수상/ 소식지 분야

## 역대 선거 결과
|  | 37.00% |

|  | 55.39% |

|  | 64.25% |

|  | 35.40% |

|  | 53.33% |

|  | 59.73% |

|  | 58.80% |

|  | 54.54% |

|  | 53.55% |

## 소속 정당
| 소속 정당 | 소속 정당      | 소속 기간 | 비고      |
| --------- | -------------- | --------- | --------- |
|           | 민주당         | 1991      | 정계 입문 |
|           | 민주당         | 1991~1995 | 합당      |
|           | 무소속         | 1995      | 탈당      |
|           | 민주당         | 1995      | 복당      |
|           | 통합민주당     | 1995~1996 | 합당      |
|           | 민주당         | 1996~1997 | 당명 변경 |
|           | 한나라당       | 1997~2003 | 합당      |
|           | 무소속         | 2003      | 탈당      |
|           | 열린우리당     | 2003~2007 | 창당      |
|           | 무소속         | 2007      | 탈당      |
|           | 대통합민주신당 | 2007~2008 | 창당      |
|           | 통합민주당     | 2008      | 합당      |
|           | 민주당         | 2008~2011 | 당명 변경 |
|           | 민주통합당     | 2011~2013 | 합당      |
|           | 민주당         | 2013~2014 | 당명 변경 |
|           | 새정치민주연합 | 2014~2015 | 합당      |
|           | 더불어민주당   | 2015~현재 | 당명 변경 |

## 같이 보기
- 강동구 을
- 강동구청장
- 서울 강동구의 국회의원